# Schistosoma
Schistosoma ou esquistossoma (em grego:  σχιστόσῶμα, "corpo dividido")  é o género de platelmintos tremátodes responsável pela esquistossomose, uma parasitose grave que causa milhares de mortes por ano.

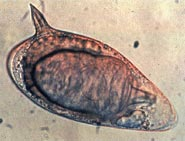
Ovo de Schistosoma mansoni contendo míracidio

Como todos os platelmintos o tubo digestivo do Schistosoma é incompleto e tem sistemas de órgãos muito rudimentares. É um parasita intravascular e permanece sempre no lúmen dos vasos quando infecta o Homem. Ao longo do seu ciclo de vida, assume as seguintes formas:
1. A forma adulta é a principal e existem dois sexos, ambos fusiformes. O macho é espalmado e mais grosso e têm uma calha longitudinal (canal ginecóforo) no corpo, onde se encaixa e se aloja permanentemente a fêmea, cilindrica e mais fina mas um pouco mais longa. O macho tem cerca de 1 cm e a fêmea 1,5 cm.
2. Os ovos são redondos ou elípticos com cerca de 60 micrómetros e têm um espinho afiado (terminal no S.hematobium, lateral no S.mansoni), que lesa os tecidos do hospedeiro quando são expelidos. Os miracídios imaturos no seu interior secretam enzimas que ajudam a dissolver a parede dos vasos.
3. Os miracídios são formas unicelulares ciliadas que nascem dos ovos expelidos nas fezes ou urina humana, que vivem nos lagos ou rios em forma livre e são infecciosas para o caracol.
4. Os esporocistos são as formas unicelulares no caracol, que se dividem assexualmente.
5. As cercárias, com meio milímetro, são as formas larvares multicelulares com caudas bífidas que abandonam o caracol e penetram a pele dos seres humanos. Elas produzem várias enzimas e têm movimentos bruscos que lhes permitem furar a pele intacta em apenas alguns minutos. A cercária transforma-se após a penetração numa forma sem cauda que se denomina schistosolum. Os schistosolum são susceptiveis à destruição pelos eosinófilos, mas uma vez estabelecidos no pulmão, mascaram-se com proteínas e glícidos das células humanas, ficando praticamente indetectáveis.

## Ciclo de vida
Inicia-se com o caramujo (caracol aquático do gênero Biomphalaria). Estes caramujos são hospedeiros intermediários do schistosoma, albergando o ciclo assexuado. Nos seus tecidos multiplicam-se os esporocistos, dando mais tarde origem às formas multicelulares cercárias, que abandonam o molusco e nadam na água. O homem é contaminado ao entrar em contato com as águas dos rios onde existem estes caramujos infectados. Se estas larvas encontrarem um ser humano na água, penetram pela pele nua e intacta, ou pelas mucosas, como da boca e esófago após ingestão da água, ou anal ou genital. Ela continua a penetrar os tecidos até encontrar pequenos vasos sanguineos, no interior dos quais entra. Viaja então pelas veias, passa pelo coração e atinge os pulmões pelas artérias pulmonares, onde se fixa.

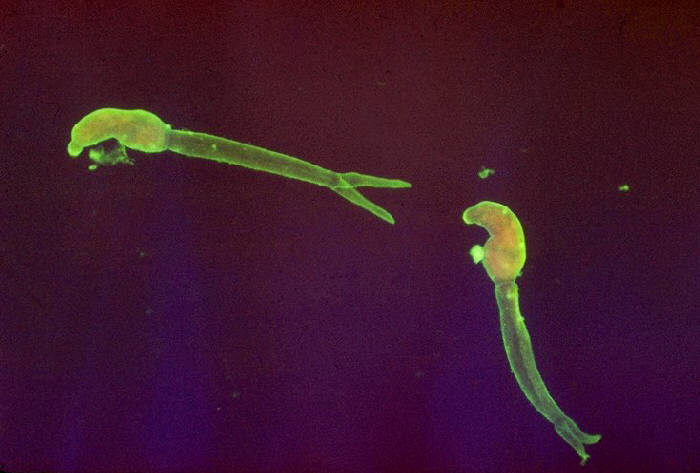
Cercárias identificadas com anticorpos fluorescente verdes. As caudas são bífidas.

Após alguns dias ocorre a transformação para a forma jovem, liberam-se e migram pelas veias pulmonares, coração e artéria Aorta até atingirem o fígado. Lá ocorre o amadurecimento das larvas em formas sexuais macho e fêmea, e o acasalamento (forma sexuada). Após este acasalamento, os parasitas migram juntos (a fêmea no canal ginecóforo do macho), contra o fluxo sanguíneo (migração retrógrada), atingindo as veias mesentéricas e do plexo hemorroidário superior (ou no caso do S.hematobium o plexo vesical da bexiga).
Lá, os parasitos põem cerca de 300 ovos por dia, durante anos (entre três e quarenta anos). Os ovos passam do lúmen dos vasos ao lúmen do intestino ou bexiga simplesmente destruindo todos os tecidos intervenientes. Não são todos os ovos que passarão para o lúmen do intestino, sendo assim, os ovos que continuarão na circulação serão arrastados pela corrente sanguínea até chegar no fígado via veia porta, onde se estabelecerá e provocará um processo inflamatório circunscrito ao ovo, e este processo evoluirá para um tecido circunscrito fibroso cicatricial, e o conjunto desta reação inflamatória e o ovo do schistosoma no fígado chama- se granuloma hepático. Atravessam as paredes dos vasos sanguíneos, causando danos tanto com os seus espinhos como pela reacção inflamatória do sistema imunitário que lhes reage. Atingindo o intestino são eliminados pelas fezes (ou no caso do S.hematobium atingem a bexiga e são libertados na urina). Os ovos, em contato com a água, liberam os miracídios que nadam livres até encontrar um caramujo (caracol aquático), penetrando-o. Dentro do caramujo ocorre a multiplicação da forma assexuada, o esporocisto, que se desenvolve na forma larvar que é libertada seis semanas após a infecção do caramujo, novamente recomeçando o ciclo.

### Espécies
- Schistosoma mansoni, África sub-sahariana, Brasil
- Schistosoma japonicum, Sul da China e sudeste asiático
- Schistosoma mekongi, Sudeste asiático
- Schistosoma intercalatum, Floresta tropical do Congo
- Schistosoma haematobium,  África sub-sahariana
- Schistosoma malayense, Malásia
- Schistosoma sciammarella, Brasil

## Comparação dos ovos

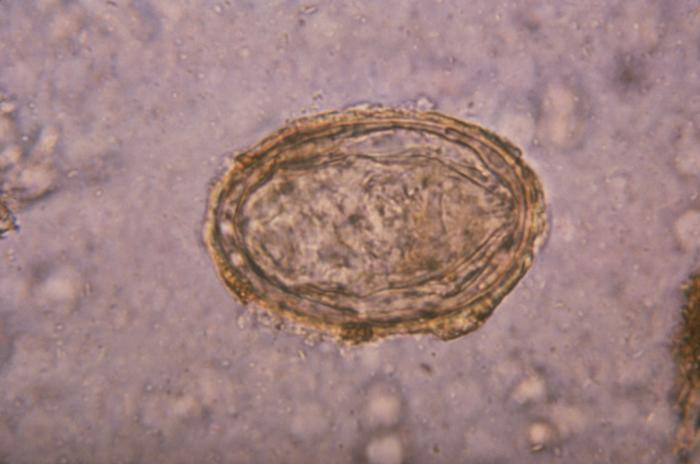
Schistosoma haematobium
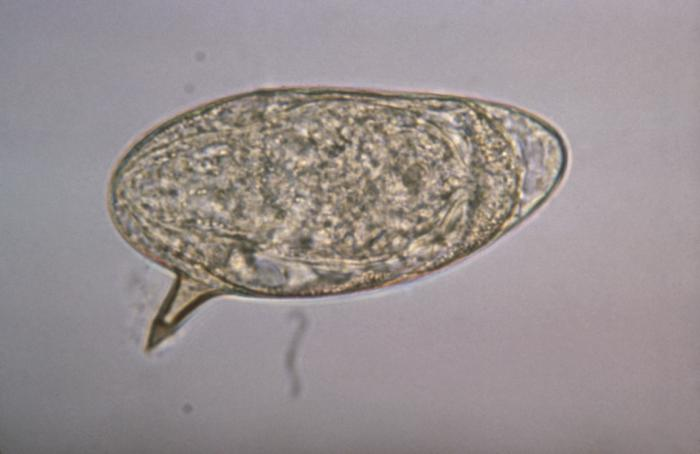
Schistosoma mansoni
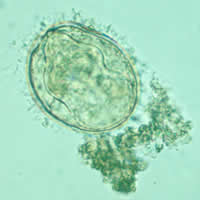
Schistosoma mekongi
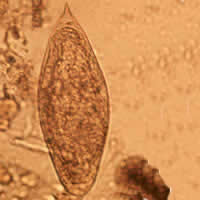
Schistosoma intercalatum